# Siphonorhinus latus
Siphonorhinus latus är en mångfotingart som beskrevs av Filippo Silvestri 1895. Siphonorhinus latus ingår i släktet Siphonorhinus och familjen Siphonorhinidae. Inga underarter finns listade i Catalogue of Life.